# Mantellidae
Los mantélidos (Mantellidae) son una familia de anfibios anuros. Sus 211 especies son endémicas de Madagascar y la isla de Mayotte. Tanto el comportamiento como la apariencia y los hábitats de las especies de esta familia varían considerablemente. La mayor parte presentan hábitos terrestres aunque algunas son arborícolas o acuáticas. El tamaño va desde los 3 hasta los 10 centímetros de largo.

## Taxonomía
Según ASW:
- Subfamilia Boophinae Vences & Glaw, 2001 (77 sp.)
  - Boophis Tschudi, 1838 (77 sp.)
- Subfamilia Laliostominae Vences & Glaw, 2001 (7 sp.)
  - Aglyptodactylus Boulenger, 1919 (6 sp.)
  - Laliostoma Glaw, Vences & Böhme, 1998 (1 sp.)
- Subfamilia Mantellinae Laurent, 1946 (127 sp.)
  - Blommersia Dubois, 1992 (10 sp.)
  - Boehmantis Glaw & Vences, 2006 (1 sp.)
  - Gephyromantis Methuen, 1920 (41 sp.)
  - Guibemantis Dubois, 1992 (14 sp.)
  - Mantella Boulenger, 1882 (16 sp.)
  - Mantidactylus Boulenger, 1895 (31 sp.)
  - Spinomantis Dubois, 1992 (12 sp.)
  - Tsingymantis Glaw, Hoegg & Vences, 2006 (1 sp.)
  - Wakea Glaw & Vences, 2006 (1 sp.)

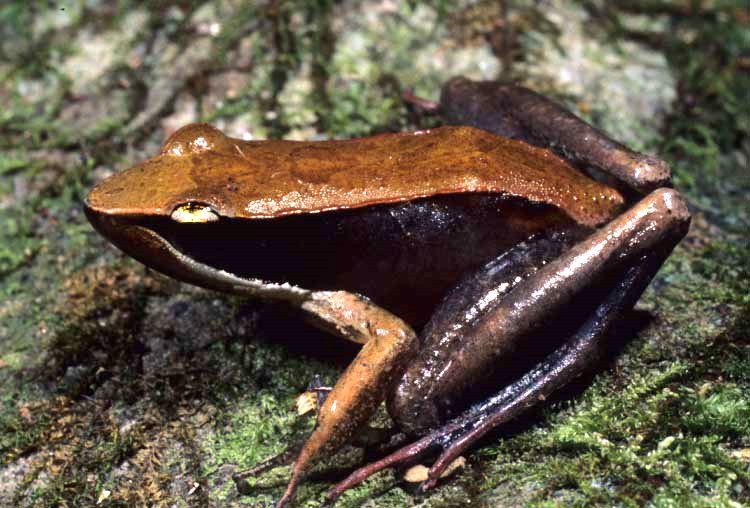
Mantidactylus melanopleura
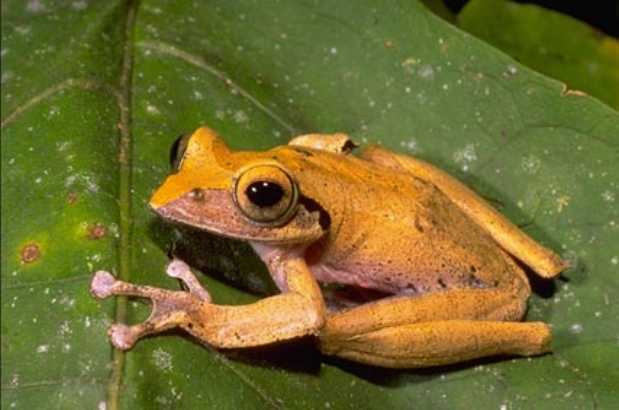
Boophis brachychir
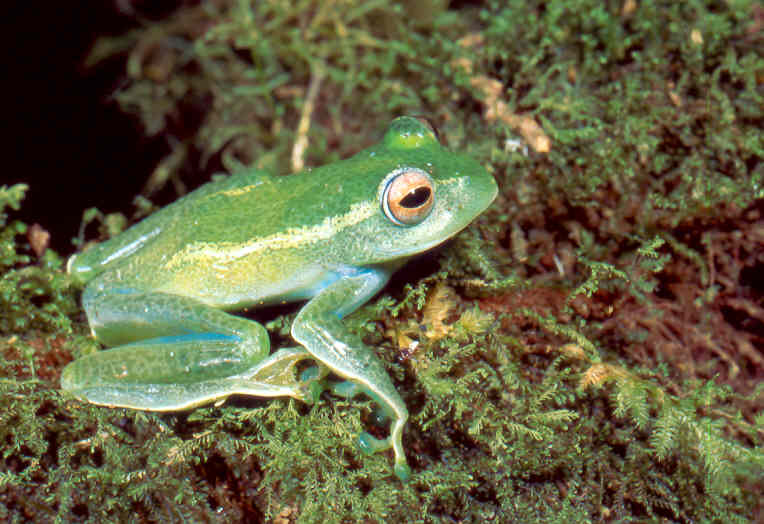
Boophis luteus
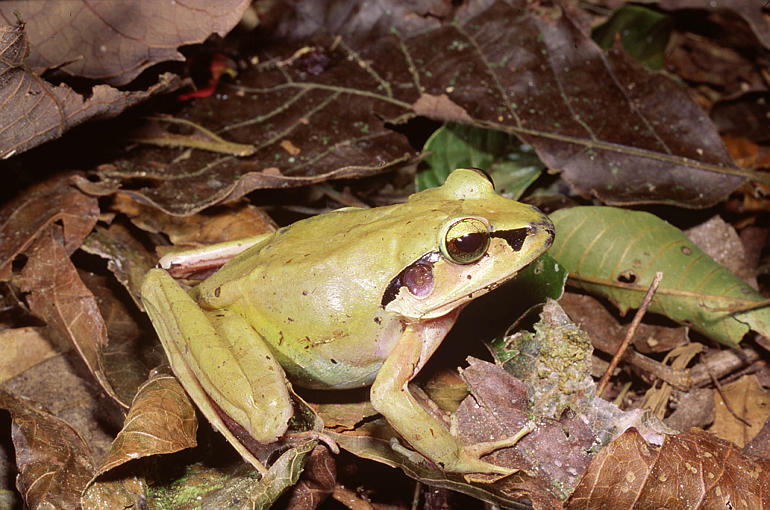
Aglyptodactylus madagascariensis
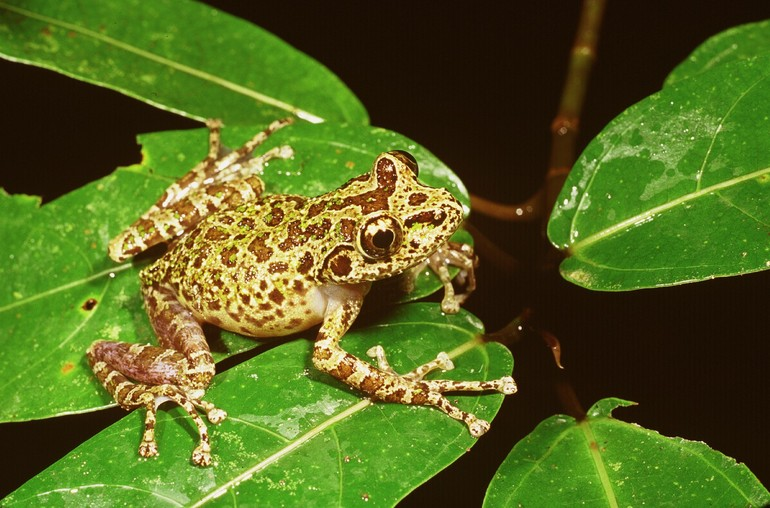
Spinomantis peraccae
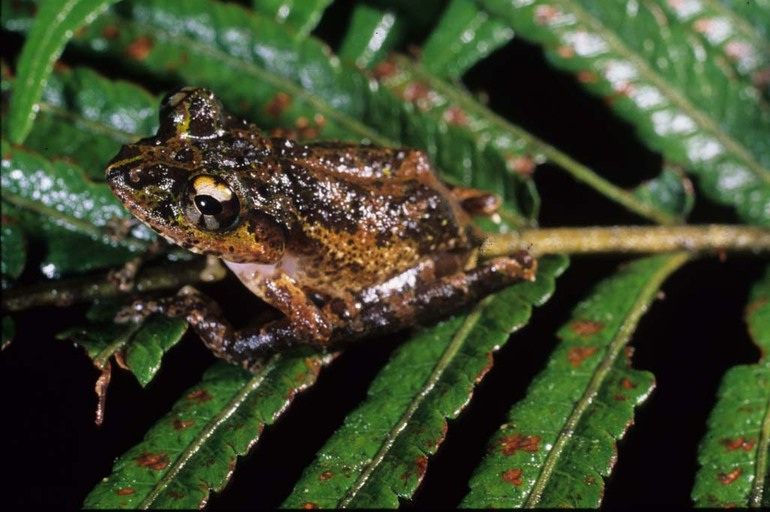
Spinomantis fimbriatus
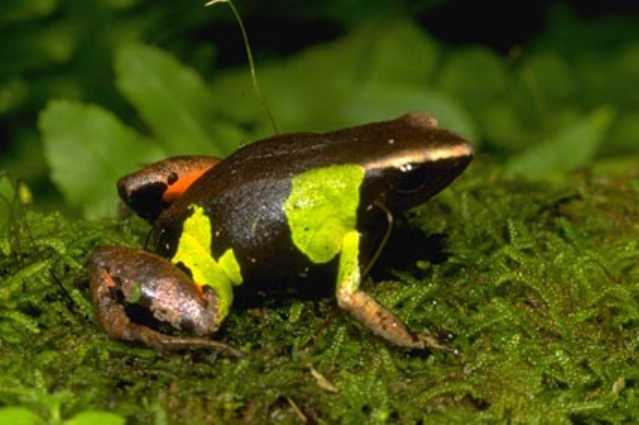
Mantella pulchra
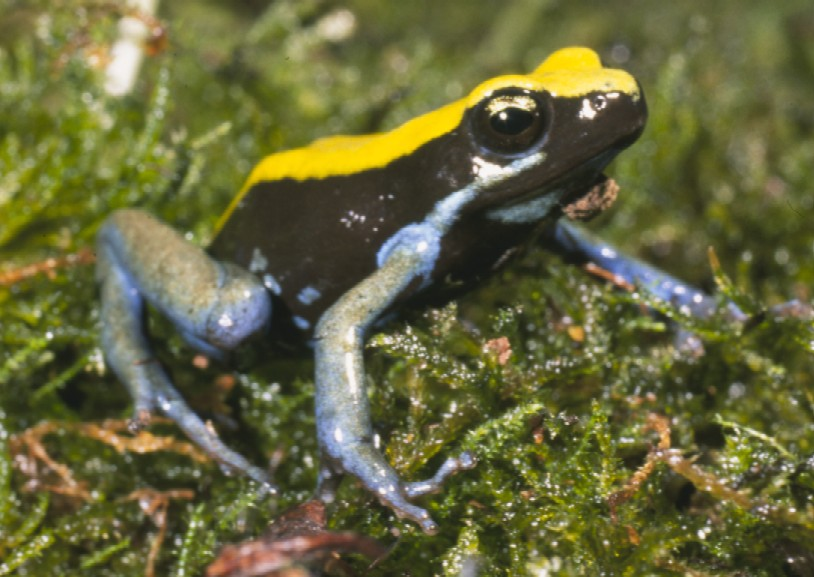
Mantella expectata